# Georg Ludwig von Hardenberg
Georg Ludwig von Hardenberg (* 8. Juni 1720 in Wolfenbüttel; † 28. Mai 1786 in Halberstadt) war ein evangelischer Domdechant und deutscher Hymnologe.

## Leben
Er war der einzige Sohn des Magdeburger Domherrn Philipp Adam von Hardenberg aus der Wiederstedter Linie. 1742 trat der 22-Jährige eine Minorpräbende in Halberstadt an und wurde dort 1779 Subsenior. Nach dem Tod des Freiherrn Ernst Ludwig Christoph von Spiegel wurde er am 22. Juni 1785 als dessen Nachfolger zum Domdechanten von Halberstadt erwählt, starb jedoch noch vor Ablauf eines Jahres.
Die Literarische Gesellschaft Halberstadt wählte ihn zu einem ihrer Direktoren und gab ab 1785 auf seine Anregung die Halberstädter Gemeinnützigen Blätter zum Besten der Armen heraus, die bis 1791 mit mehreren seiner poetischen Artikel erschienen.
Der Sohn des Grafen Christian Ernst zu Stolberg-Wernigerode, der Dichter und Halberstädter Domherr Graf Heinrich Ernst zu Stolberg-Wernigerode, pflegte regen Kontakt mit Hardenberg. Dadurch konnte dieser die gräfliche Bibliothek in Wernigerode mit der umfangreichen hymnologischen Sammlung nutzen. Hardenberg legte mit Unterstützung zahlreicher Helfer ein alphabetisches Verzeichnis sämtlicher erreichbaren evangelischen geistlichen und Kirchenlieder an. Es entstanden mindestens 22 Quartbände, von denen 14 in die Bibliothek des Domgymnasiums Halberstadt und acht in die gräfliche Bibliothek nach Wernigerode gelangten.

## Familie
Aus seiner Ehe mit Maria Anna Dorothea Elisabeth geb. von Cornberg (* 1730), Tochter des Georg Ludwig von Cornberg und der Maria Anna Sophia von Donop, ging die Tochter Marie Anna Helene Luise hervor, die 1832 starb.
Sein 1760 vom Vater geerbtes Schloss Rethmar bei Hannover verkaufte er wegen Überschuldung 1768 an seinen Vetter, den hannoverschen Vize-Oberstallmeister Friedrich August von dem Bussche-Lohe. Das sächsische Gut und Schloss Frohburg wurde  1778 aufgrund Konkurses zwangsversteigert.

## Werk
Das Liederlexikon von Hardenberg enthält zwar einige Fehler und ist längst überholt, doch für die Aufarbeitung der Geschichte der Hymnologie ist es ein bedeutsames Werk. Hardenberg verzeichnete in seinem Werk auch 118 von ihm selbst verfasste Lieder.